# Goephanes luctuosus
Goephanes luctuosus is een keversoort uit de familie boktorren (Cerambycidae). De wetenschappelijke naam van de soort is voor het eerst geldig gepubliceerd in 1862 door Francis Polkinghorne Pascoe. Pascoe beschreef in dezelfde publicatie ook het nieuwe geslacht Goëphanes (met trema). De soort komt voor in Madagaskar.